# 揚輝荘
揚輝荘（ようきそう）は、愛知県名古屋市千種区法王町2丁目にある史跡。
名古屋の東部郊外にある覚王山日泰寺の東隣に位置しており、周辺には閑静な住宅街が広がっている。大正時代から昭和初期にかけて、松坂屋初代社長である伊藤祐民の別荘として建てられた。聴松閣は有料公開が行われており、池泉回遊式庭園の北園は暫定公開が行われている。聴松閣、揚輝荘座敷、伴華楼、三賞亭、白雲橋の5棟の建物が名古屋市指定有形文化財。

## 歴史

### 揚輝荘の整備

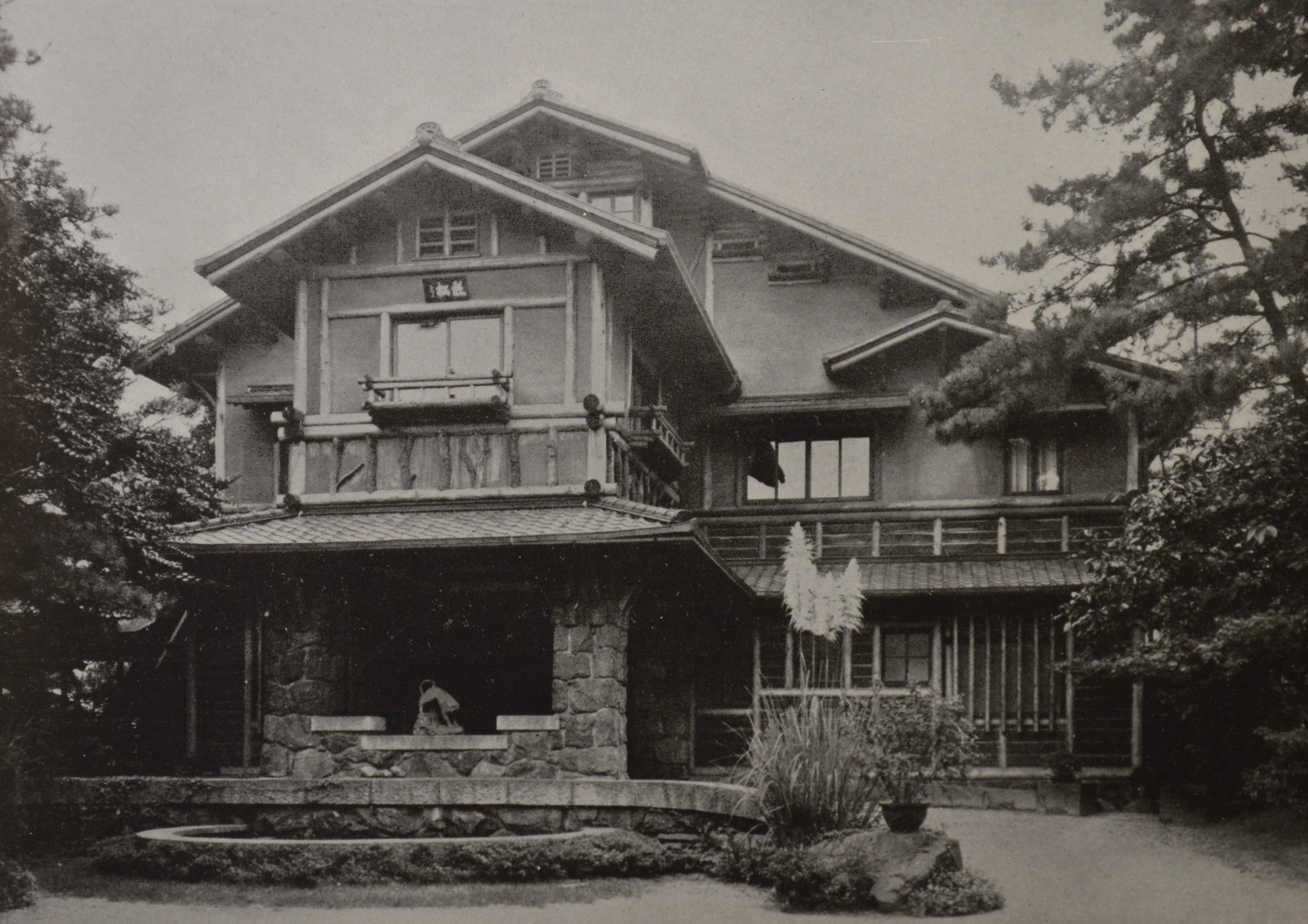
1942年の聴松閣

株式会社いとう呉服店（松坂屋の前身）の初代社長である伊藤祐民（伊藤次郎左衛門祐民）の別荘として、覚王山日暹寺（現・覚王山日泰寺）に隣接する原野を拓いて築かれた。中国・東晋の陶淵明が詠んだ漢詩「春水満四澤、夏雲多奇峰、秋月揚明輝、冬嶺秀孤松」から揚輝荘という名称が採られている。
1918年（大正7年）9月にはまず名古屋市中区茶屋町（現・丸の内2丁目5）の伊藤家本宅から三賞亭が移築され、1919年（大正8年）3月には五ノ切の松坂屋敷地内から揚輝荘座敷が、1922年（大正11年）7月には尾張徳川家から有芳軒が移築された。1926年（大正15年）6月には尾張徳川家から伴華楼の移築が開始され、鈴木禎次の設計で1929年（昭和4年）9月に竣工した。最初の建物の移築から12年後、1930年（昭和5年）には揚輝荘の整備がひとまずの完成を見た。
1933年（昭和8年）には伊藤祐民が全ての公職を辞し、1934年（昭和9年）8月から12月にはインドの仏跡巡礼を主とする旅行を行った。これを機に建築の傾向が変化しているとされる。1935年（昭和10年）4月には竹中工務店の設計によって聴松閣の建築に着工し、1937年（昭和12年）4月に竣工した。
1930年（昭和5年）以前の建物には「邸」や「亭」などの文字が付けられたが、聴松閣はより大規模だったことから「閣」と付けられている。インド旅行の影響は聴松閣の地階の意匠に現れており、また1937年（昭和12年）にはインドの先住民であるサンタール族の民家を模した田舎家も建てられている。1938年（昭和13年）12月には端の寮が移築され、西から揚輝荘座敷、聴松閣、端の寮という3つの建物が廊下で結ばれた。
1939年（昭和14年）11月には死去前最後の建物として不老庵が竣工した。1940年（昭和15年）1月25日、伊藤祐民は63歳で死去した。1939年（昭和14年）頃には約1万坪（約35,000 m2）の敷地に30数棟の建造物があった。

### その後の歴史
大正から昭和初期にかけては皇族や華族、政治家や著名人の他に、外国人も多数訪れ、国内からの寄宿生に加えて、1935年（昭和10年）からは矢田部保吉駐タイ特命全権公使の要望を受け、タイ人の留学生の受け入れも行っていた。
1945年（昭和20年）3月24日に空襲を受けて建造物の多くが焼失。また戦中は日本軍に、戦後は進駐軍に接収され、その後は松坂屋独身寮として使用された。敷地の多くが開発されて庭園も南北に分断されたが、数棟の貴重な建物と庭園が残されている。現在の敷地は約3000坪（約9,200 m2）。

### 一般公開
2003年（平成15年）から特定非営利活動法人揚輝荘の会が管理を行っている。2007年（平成19年）には土地と建物が名古屋市に寄付され、2008年（平成20年）5月26日には現存する5棟の建物（聴松閣、揚輝荘座敷、伴華楼、三賞亭、白雲橋）が名古屋市指定有形文化財に指定された。

## 施設

### 北園

#### 伴華楼
- 伴華楼（ばんかろう）
木造2階建であるが、1階部分は鉄筋コンクリート造である[1]。延床面積は409.99 m2[1]。
尾張徳川家から譲り受けて1929年（昭和4年）に移築された茶室付き和室[4]。鈴木禎次の設計で地階と1階洋室が増築された[4]。名称はバンガローのもじりである。名古屋市指定有形文化財[5]。

#### 三賞亭
- 三賞亭（さんしょうてい）
木造平屋建[1]。延床面積は45.09 m2[1]。
1918年（大正7年）、茶屋町にある伊藤家本宅から移築された煎茶茶室[4]。揚輝荘に初めて建てられた建物である[4]。名古屋市指定有形文化財[5]。

#### 白雲橋
- 白雲橋（はくうんきょう）
鉄筋コンクリート造[1]。上屋は木造平屋建[1]。延床面積は22.24 m2[1]。
1918年（大正7年）頃に建てられた[4]。京都の修学院離宮にある千歳橋を模した廊橋である[4]。名古屋市指定有形文化財[5]。

#### 北庭園
- 北庭園
京都の修学院離宮を模した池泉回遊式庭園[1]。

#### その他
- 豊彦稲荷
松坂屋京都店から勧請され、1926年（大正15年）10月に竣工した。かつての仙洞御所に置かれた御所稲荷（豊春稲荷）を本社とする。
- 野外ステージ
石張りの半円型客席が設置された円形ステージ。

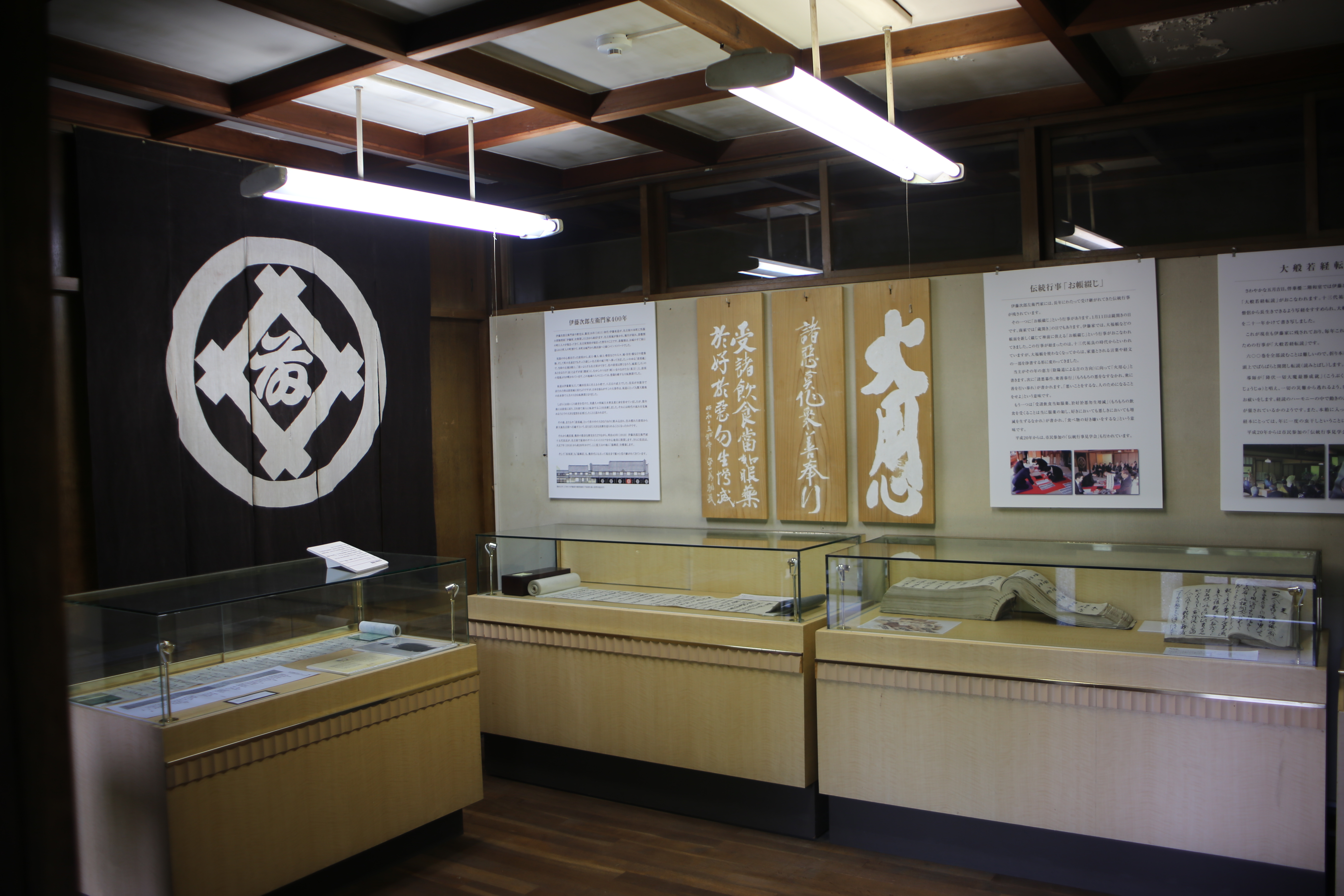
伴華楼の展示
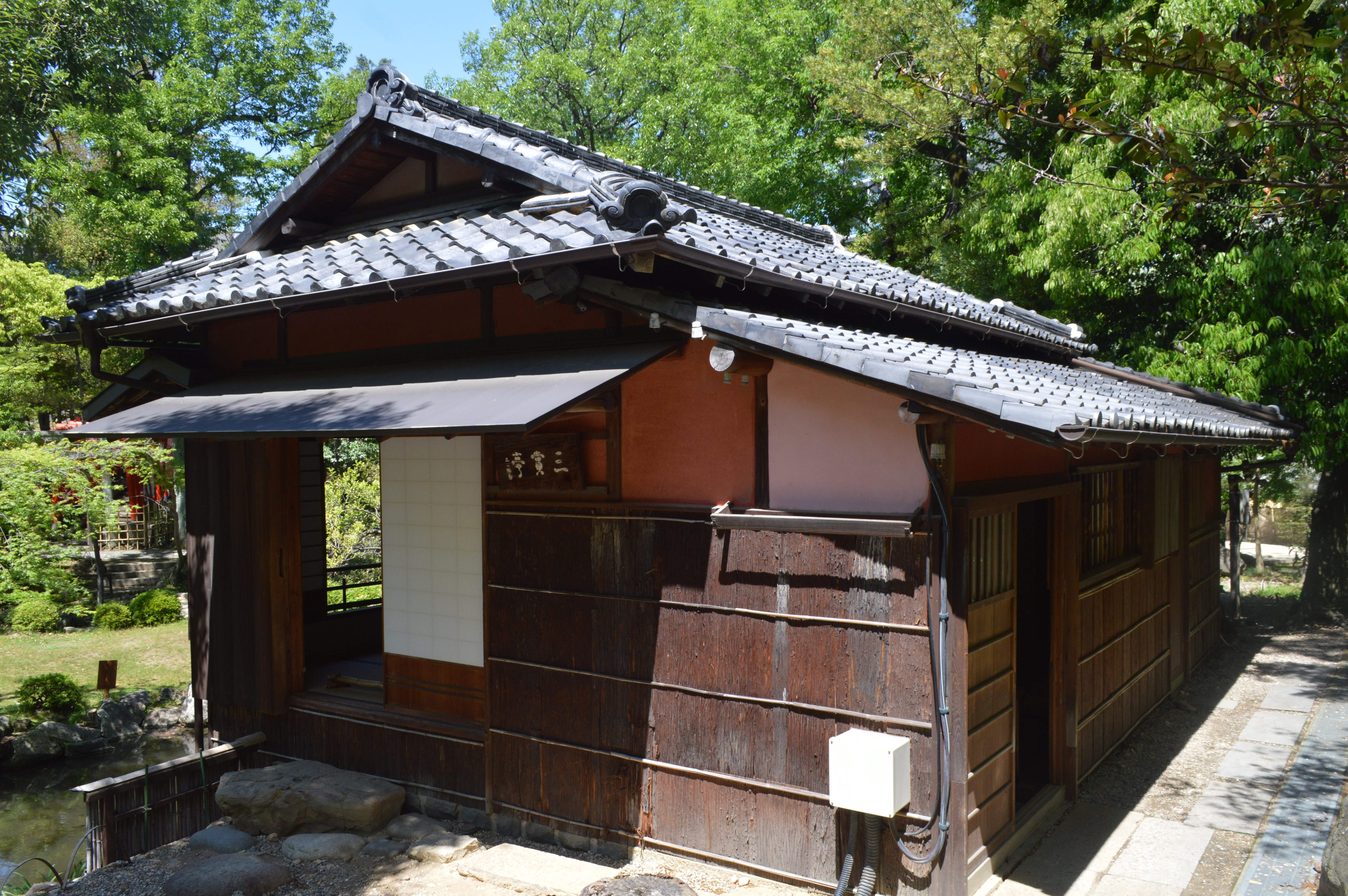
三賞亭
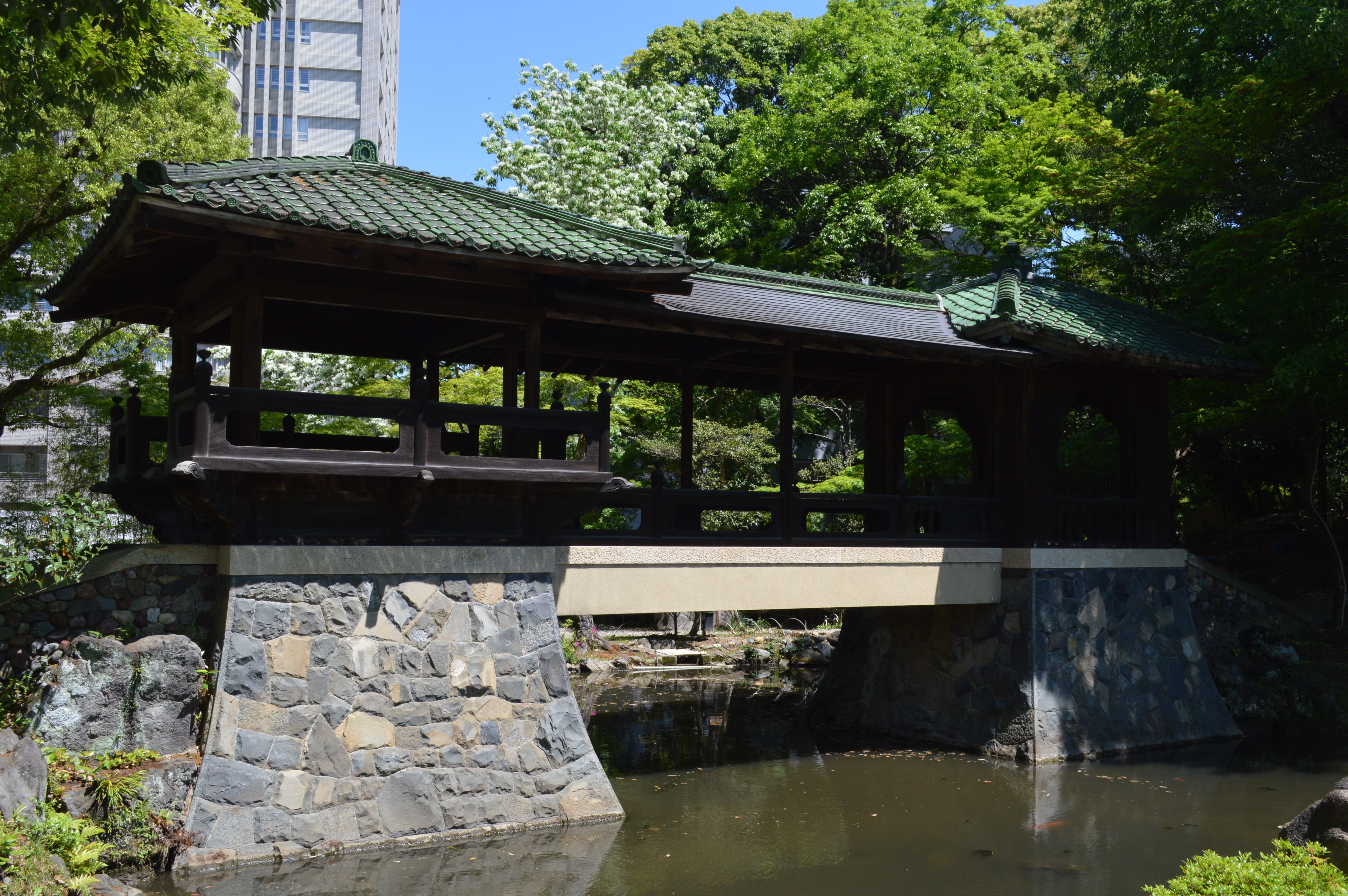
白雲橋
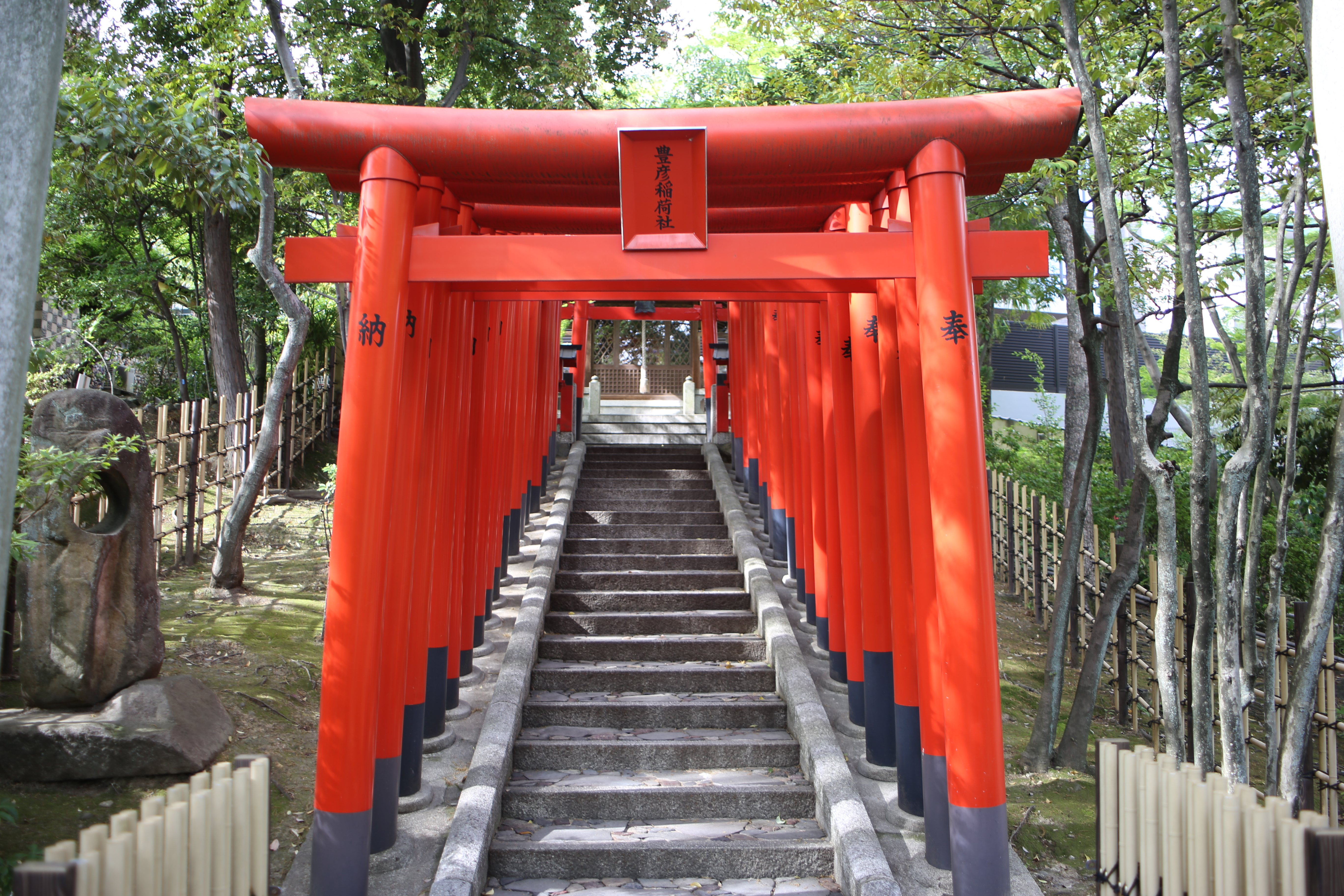
豊彦稲荷

### 南庭

#### 聴松閣
- 聴松閣（ちょうしょうかく）
木造一部鉄筋コンクリート造、地上3階・地下1階建[1]。延床面積は750.05 m2[1]。地階は多目的室や集会室、1階は常設展示室や喫茶室（休憩所）や台所、2階は常設展示室や企画展示室、3階は管理用スペースとなっている[1]。
1937年（昭和12年）に迎賓館として建てられた洋館。ハーフティンバー様式の山荘風の建物であり、揚輝荘を象徴する洋館である[4]。竹中工務店創業者の竹中藤右衛門が建築に関わり、竹中工務店の小林三造が設計した。中華民国の政治家である汪兆銘を匿う計画があった。名古屋市指定有形文化財[5]。

#### 揚輝荘座敷
- 揚輝荘座敷（ようきそうざしき）
木造2階建[1]。延床面積は288.43 m2[1]。
明治時代に矢場町五ノ切（現・松坂屋本館）に建てられた伊藤家の屋敷であり、1919年（大正8年）に移築された[4]。移築前には女優の川上貞奴が住んでいた時期もある。名古屋市指定有形文化財[5]。

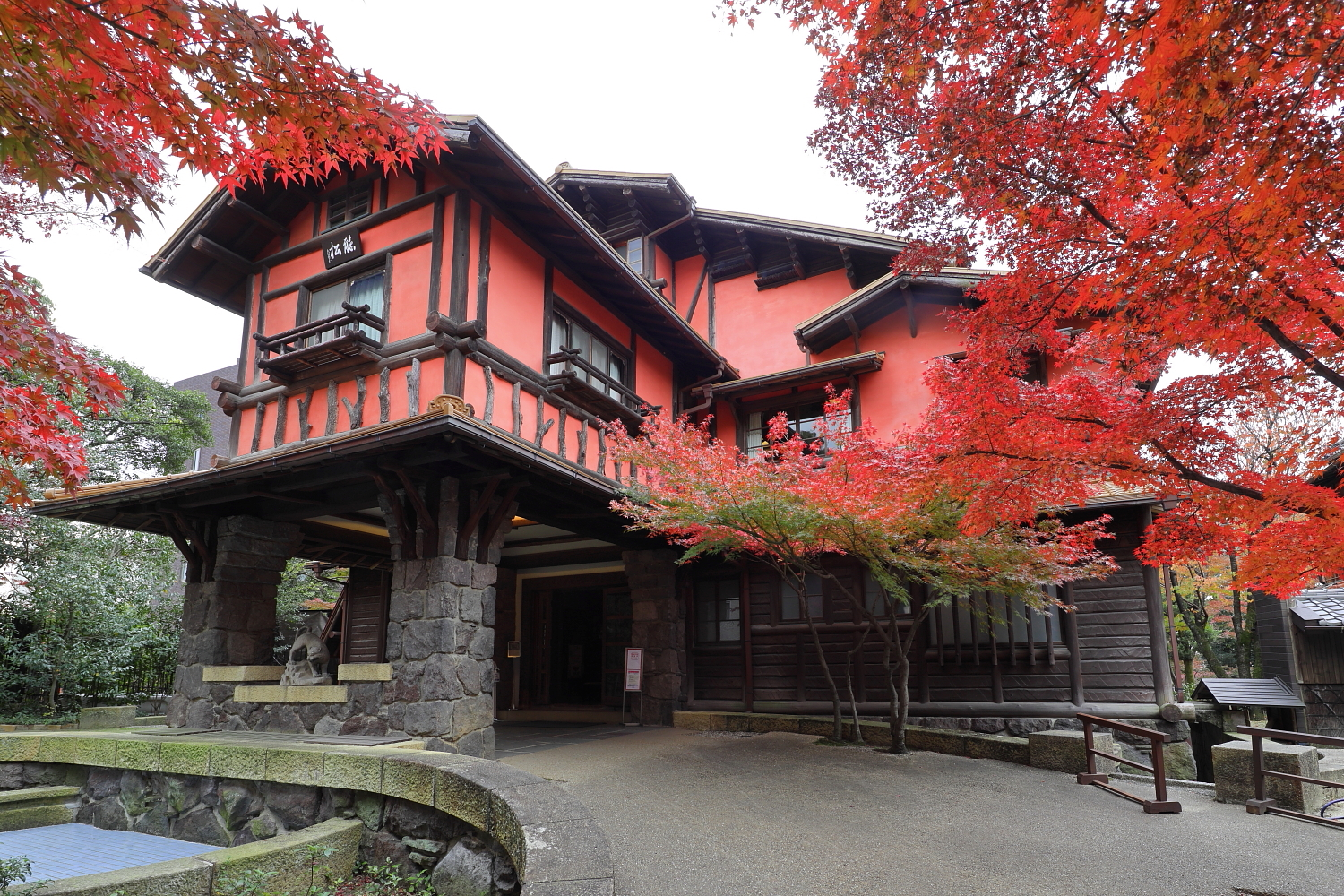
聴松閣
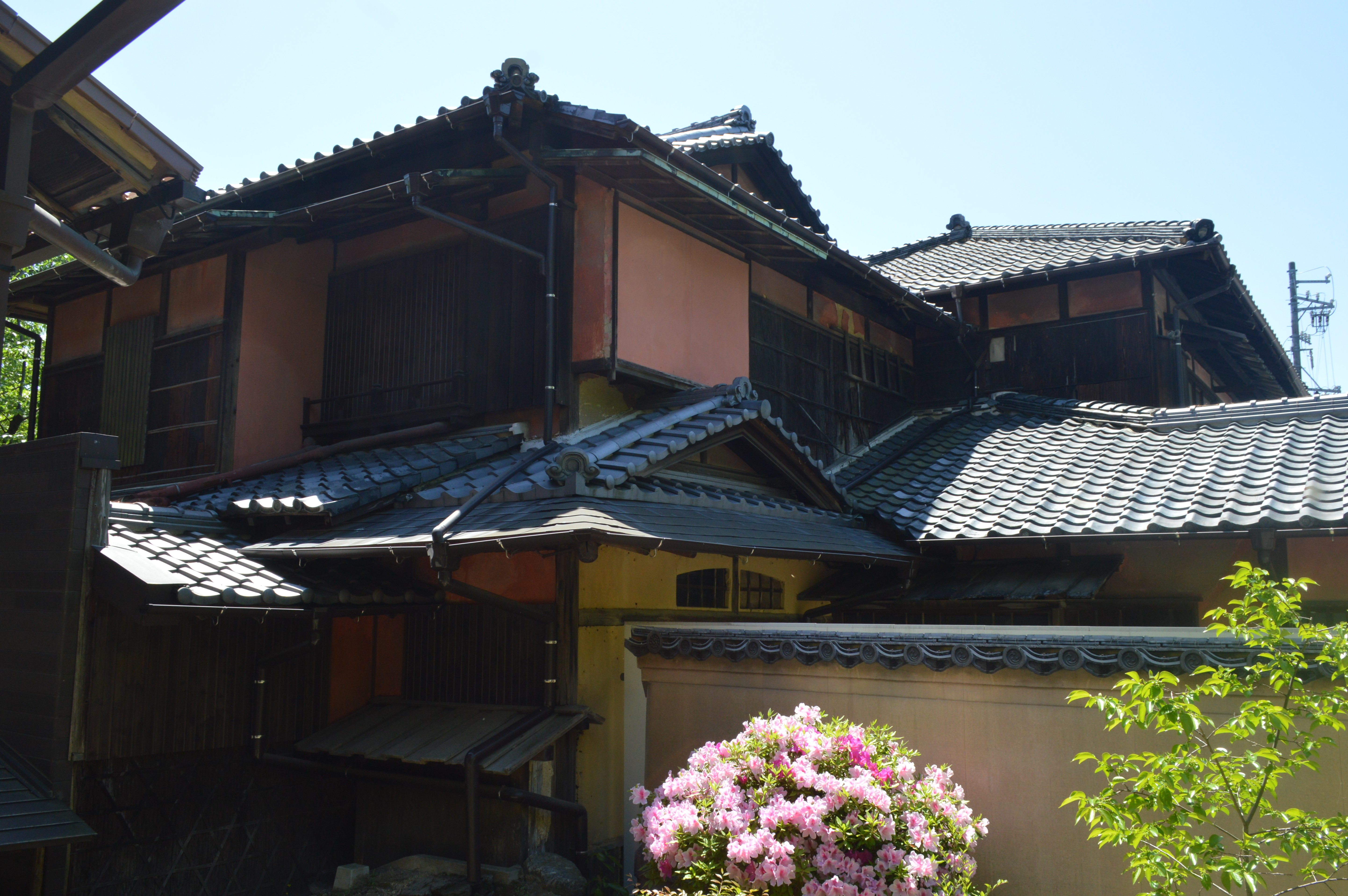
揚輝荘座敷

#### 南庭園
- 南庭園
回遊式の枯山水庭園[1]。

### 現存しない建物

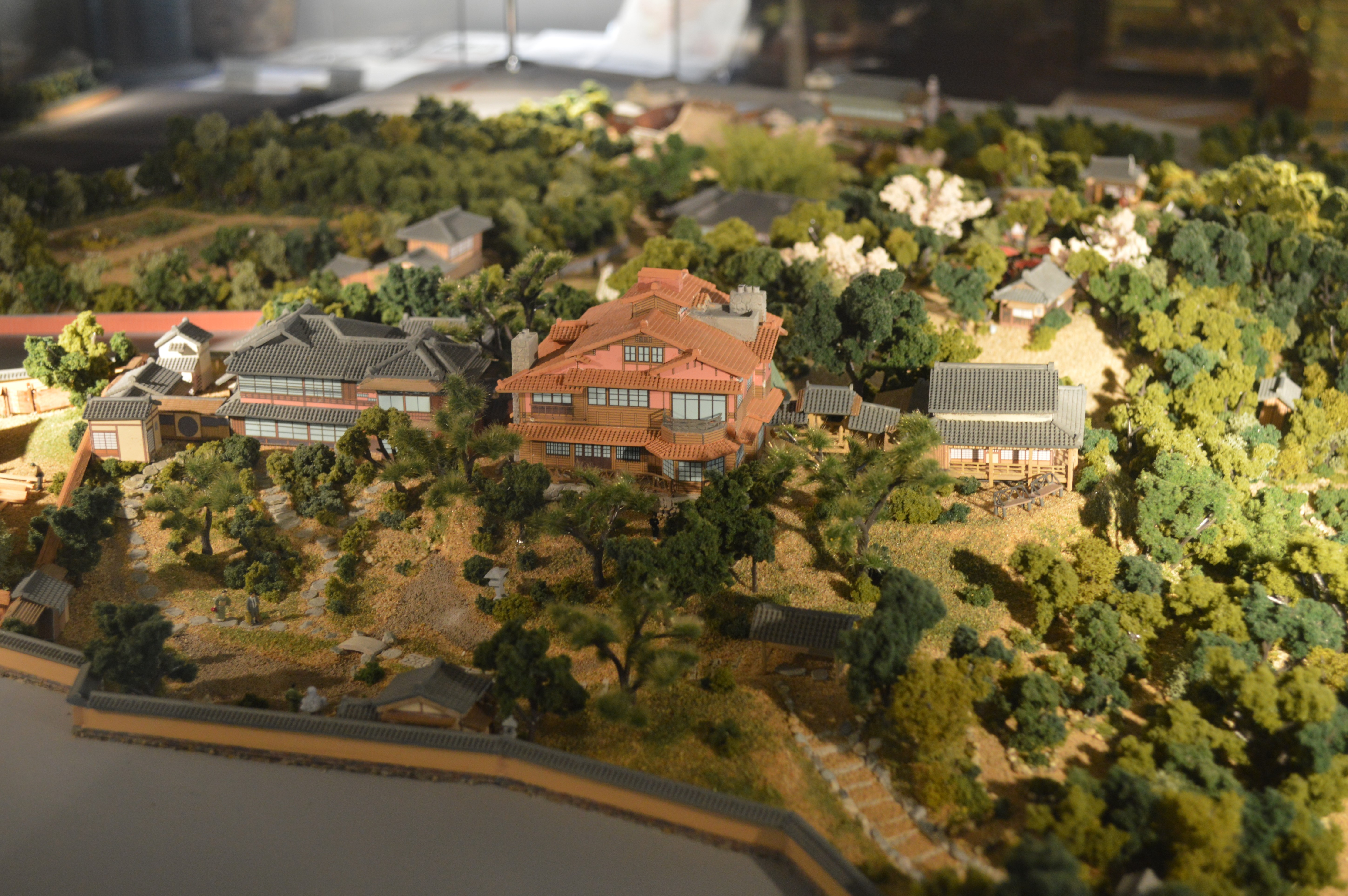
1939年頃の揚輝荘

- 有芳軒（ゆうほうけん）
1922年（大正11年）に尾張徳川家から移築された[4]。鉄筋コンクリート造の半地下室の上に木造平屋建の建物が乗っていた[4]。
- 暮雪庵（ぼせつあん）
1930年（昭和5年）に茶屋町の伊藤家本宅から揚輝荘座敷の西隣に移築された[4]。2003年（平成15年）には岐阜県土岐市の織部の里公園に再移築された[4]。
- 栗廼屋（くりのや）
岐阜県細野にあった築500年の古民家が1937年（昭和12年）に移築された[4]。栗材が多用されていた[4]。
- サンタール
伊藤祐民がインド旅行中に見たサンタール族の民家を模し、1937年（昭和12年）に田舎家として建てられた[4]。
- 弓道場
1938年（昭和13年）に建てられた[4]。
- 端の寮（はしのりょう）
1938年（昭和13年）に徳川家から譲り受けて聴松閣の東隣に移築された[4]。大石内蔵助にゆかりの建物とされる[2]。
- 八丈島四阿（はちじょうじまあずまや）
もとは八丈島の穀物倉であり、1939年（昭和14年）に池の中島に四阿として移築された[4]。
- 不老庵（ふろうあん）
享保年間（1716年～1736年）に造られたとされる茶室であり、1939年（昭和14年）頃に移築された[4]。

## 揚輝荘トンネル
聴松閣とかつての有芳亭、更に現在の姫池通に面した位置に建っていた愛知舎の付近を結んだ総延長170メートルのトンネルが見つかっている。内部にはインド・イスラム様式のレリーフや壁画が残されているが、何の為に造られたかは解っていない。2007年（平成19年）の春から初夏にかけての一時期には、姫池通沿いの工事現場に露出したトンネルの様子を見る事が出来た。

## 利用案内
開園時間
- 9時30分から16時30分[6]

休園日
- 月曜日（月曜日が祝祭日または振替休日の場合はその翌日）、年末年始[6]

入場料
- 南園（聴松閣）：一般300円・中学生以下無料[6]
- 北園：無料（ただし、ガイド付き建物見学（毎週水曜日、土曜日に実施）には事前申し込みが必要）[6]

## 現地情報
所在地
- 南園：愛知県名古屋市千種区法王町2丁目5番地17[6]
- 北園：愛知県名古屋市千種区法王町2丁目5番地21[6]

交通アクセス
- 名古屋市営地下鉄東山線 - 覚王山駅1番出口から徒歩約10分[6]。